# Atheta brunneipennis
Atheta brunneipennis är en skalbaggsart som först beskrevs av Thomson 1852.  Atheta brunneipennis ingår i släktet Atheta, och familjen kortvingar. Arten är reproducerande i Sverige.